# アタラント号
『アタラント号』（アタラントごう、原題・フランス語: L'Atalante）は、1934年に製作・公開されたフランスの映画である。

## 概要
ジャン・ヴィゴ監督による唯一の長編劇映画であり、34年に病没したヴィゴの最後の監督作でもある。ジャン・ギネの脚本に基づき、ミシェル・シモンとディタ・パルロ、ジャン・ダステが出演した。

## キャスト
- ジュール：ミシェル・シモン
- ジュリエット：ディタ・パルロ
- ジャン：ジャン・ダステ

## スタッフ
- 監督：ジャン・ヴィゴ
- 製作：ジャック＝ルイ・ヌネーズ
- 脚本：ジャン・ヴィゴ、アルベール・リエラ、ジャン・ギネ
- 音楽：モーリス・ジョベール
- 撮影：ボリス・カウフマン、ルイ・ベルジェ、ジャン＝ポール・アルファン
- 編集：ルイ・シャヴァンス
- 美術：フランシス・ジュールダン